# باتريسيو روبيو
باتريسيو روبيو (بالإسبانية: Patricio Rubio)‏ (18 أبريل 1987 بسانتياغو في تشيلي - ) هو لاعب كرة قدم تشيلي في مركز الهجوم. شارك مع منتخب تشيلي لكرة القدم. أما مع النوادي، فقد لعب مع كولو-كولو ونادي أونيفرسيداد دي تشيلي ويونيون إسبانيولا وIberia SC ‏ وDeportes Iberia ‏ وديبورتيفو نوبلينس ‏ وA.C. Barnechea ‏ ونادي كيريتارو وClub Rivadavia ‏.

## وصلات خارجية
- باتريسيو روبيو على موقع قاعدة بيانات كرة القدم.إي يو (الإنجليزية)
- باتريسيو روبيو على موقع ناشيونال فوتبول تيمز (الإنجليزية)
- باتريسيو روبيو على موقع Soccerway.com (الإنجليزية)
- باتريسيو روبيو على موقع AS.com (الإسبانية)